# George Feher
George Feher (29 mai 1924 - 28 novembre 2017) est un biophysicien américain travaillant à l'Université de Californie à San Diego.

## Biographie
George Feher est né à Bratislava, Tchécoslovaquie en 1924.
Adolescent, intéressé par l'électronique et les cristaux, il fait des expériences et cultive des cristaux dans sa maison. En 1938, il est expulsé de l'école en tant que juif, un an avant l'arrivée des nazis et la création de l'État slovaque. En 1941, il se rend par voie terrestre en Israël (alors appelé Palestine) avec un groupe d'autres adolescents. Après avoir été libéré d'un bref internement dans un camp britannique, il rejoint un kibboutz pendant un an et demi et part ensuite à Haïfa, où vit sa sœur. À Haïfa, il travaille comme réparateur de radio tout en suivant des cours techniques. L'un de ses professeurs, Franz Ollendorff, lui propose d'être son assistant de laboratoire. L'un de ses premiers défis est de construire le premier oscilloscope du Technion, pour lequel il revendique le faisceau balayé de droite à gauche, en clin d'œil à son héritage hébreu. En plus de ces deux occupations, il travaille pour la Haganah en tant qu'expert en électronique - l'une de ses tâches consiste à exploiter la ligne directe entre le haut-commissaire britannique à Jérusalem et le 10 Downing Street à Londres et à construire le dispositif Descrambler. Pendant son séjour en Israël, il lit Qu'est-ce que la vie ? d'Erwin Schrödinger ce qui l'amène à s'intéresser à la biophysique.
En 1944, Feher postule pour le Technion mais il ne peut pas être accepté car il n'a pas obtenu son diplôme d'études secondaires et en raison d'un manque de connaissance de la Bible. Avec les encouragements d'Ollendorff (promettant qu'une organisation américaine appelée "Les Amis du Technion" soutiendrait les études de Feher), il postule pour 50 universités aux États-Unis, et seulement deux sont disposées à l'accepter. Il ne peut pas se permettre le voyage aux États-Unis, il lance donc une petite chaîne de production d'appareils à cristaux piézoélectriques, principalement des microphones. En décembre 1946, il arrive à New York, où il se rend compte que les "Amis du Technion" ne financeraient pas son diplôme.
Avec de faibles moyens, il fréquente l'Université de Californie à Berkeley, où il obtient son baccalauréat en génie physique (1950), sa maîtrise en génie électrique (1951) et son doctorat (1954),.
Après avoir terminé son doctorat, il travaille comme physicien aux Laboratoires Bell et à l'Université Columbia. En 1960, il devient professeur de physique à l'Université de Californie à San Diego. Depuis, il est professeur à l'UCSD. Feher est décédé en 2017, à l'âge de 93 ans.
Ses recherches principales consistent à découvrir les mécanismes de base de la façon dont les plantes et les bactéries utilisent la photosynthèse pour convertir la lumière en énergie chimique. Ses contributions à la science sont le développement d'outils spectroscopiques et leurs applications, en particulier, aux problèmes de biochimie et de biophysique. Il est le premier à développer une forme de spectroscopie à double fréquence, la double résonance nucléaire électronique (ENDOR), pour laquelle il choisit un nom rappelant la sorcière biblique d'Endor. C'est le précurseur de nombreuses autres méthodes de double résonance.
En 2006/07, il reçoit le prix Wolf de chimie avec Ada Yonath de l'Institut Weizmann des sciences à Rehovot, en Israël, pour "des découvertes structurelles ingénieuses de la machinerie ribosomique de la formation de liaisons peptidiques et des processus primaires induits par la lumière dans la photosynthèse".